# Paragus minutus
Paragus minutus là một loài ruồi trong họ Ruồi giả ong (Syrphidae). Loài này được Hall mô tả khoa học đầu tiên năm 1938. Paragus minutus phân bố ở vùng Châu Phi